# Abel Antón
Abel Antón (Ojoel, 24 oktober 1962) is een voormalige Spaanse langeafstandsloper en tweevoudig wereldkampioen op de marathon. Ook nam hij viermaal deel aan de Olympische Spelen, maar won hierbij geen medailles.

## Loopbaan
Zijn eerste internationale succes behaalde Antón in 1986 met het winnen van het Ibero-Amerikaanse kampioenschap op de 5000 m. Op de Europese indoorkampioenschappen in 1989 werd hij tweede op de 3000 m.
Abel Antón vertegenwoordigde Spanje op de Olympische Spelen van 1992 in Barcelona op de 5000 m. Hier behaalde hij in de finale een achtste plaats in een tijd van 13.27,80. Vier jaar eerder deed hij ook al mee aan de Olympische Spelen van Seoel, maar werd toen in de halve finale uitgeschakeld. Op de Olympische Spelen van 1996 in Atlanta werd hij dertiende in de finale van de 10.000 m.
Vanaf 1996 begon Antón zich meer toe te leggen op de marathon. Zijn marathondebuut maakte hij dat jaar op de marathon van Berlijn, die hij gelijk won in 2:09.15. Twee jaar later was hij in 1998 de eerste Spaanse atleet, die de Londen Marathon won. Ook won hij de 10.000 m op de Europese kampioenschappen in 1994 alsook in 1997 en 1999 het wereldkampioenschap marathon. Op de olympische marathon tijdens de Spelen van Sydney werd hij 53e met een tijd van 2:24.04.

## Titels
- Wereldkampioen marathon - 1997, 1999
- Europees kampioen 10.000 m - 1994
- Ibero-Amerikaans kampioen 5000 m - 1986
- Spaans kampioen 5000 m - 1991, 1992, 1993
- Spaans kampioen 10.000 m - 1994

## Persoonlijke records
Baan
| Onderdeel | Prestatie | Datum            | Plaats    |
| --------- | --------- | ---------------- | --------- |
| 2000 m    | 5.01,35   | 20 juni 1987     | Salamanca |
| 3000 m    | 7.46,08   | 4 juli 1987      | Oslo      |
| 5000 m    | 13.15,17  | 30 augustus 1994 | Berlijn   |
| 10.000 m  | 27.51,37  | 5 augustus 1995  | Göteborg  |

Weg
| Onderdeel      | Prestatie | Datum         | Plaats   |
| -------------- | --------- | ------------- | -------- |
| halve marathon | 1:03.03   | 29 maart 1998 | Azpeitia |
| marathon       | 2:07.57   | 26 april 1998 | Londen   |

## Palmares

### 3000 m
- 1987:  Bislett Games - 7.46,08
- 1989:  EK indoor - 7.51,88

### 5000 m
- 1985:  Rieti Meeting - 13.38,56
- 1986: 9e in serie EK - 13.32,61
- 1987: 14e WK - 13.43,58
- 1987:  Middellandse Zeespelen - 13.48,26
- 1988: 5e Memorial Van Damme - 13.27,01
- 1988: 12e in ½ fin. OS - 13.39,13
- 1990: 11e EK in Split - 13.31,27
- 1991: 11e WK - 13.39,00
- 1991:  Memorial Van Damme - 13.31,55
- 1992:  NOR-ESP-SWE in Oslo - 13.36,20
- 1992: 8e OS - 13.27,80
- 1992: 4e Wereldbeker - 14.11,48
- 1993:  Europacup - 13.31,35
- 1993: 11e WK - 13.40,21
- 1994:  EK - 13.38,04
- 1994: 7e Wereldbeker - 13.55,02
- 1994:  Memorial Van Damme - 13.25,75
- 1996:  Night of Athletics in Hechtel - 13.20,93

### 10.000 m
- 1987:  Europacup - 28.46,65
- 1994:  EK - 28.06,03
- 1995: 10e in serie WK - 27.51,37
- 1996: 13e OS - 28.29,37

### 15 km
- 1993:  Santurce-Bilbao Road Race - 44.46
- 1997: 16e Zevenheuvelenloop - 45.02

### halve marathon
- 1997:  halve marathon van Gavá - 1:04.31
- 1997:  halve marathon van Logroño - 1:03.47
- 1998:  halve marathon van Azpeitia - 1:03.03
- 1999: 4e halve marathon van Logroño - 1:04.36
- 2000:  halve marathon van Barcelona - 1:03.11
- 2001:  halve marathon van Miranda - 1:07.31

### marathon
- 1996:  marathon van Berlijn - 2:09.15
- 1997:  marathon van Seoel - 2:12.37
- 1997:  WK - 2:13.16
- 1997: 4e marathon van Fukuoka - 2:10.27
- 1998:  Londen Marathon - 2:07.57
- 1999:  Londen Marathon - 2:09.41
- 1999:  WK - 2:13.36
- 2000: 5e marathon van Seoel - 2:12.49
- 2000: 53e OS - 2:24.04
- 2001: 8e Londen Marathon - 2:11.57
- 2001: 18e marathon van Madrid - 2:27.00

### veldlopen
- 1981: 17e WK voor junioren in Madrid - 22.55
- 1985: 90e WK lange afstand in Lissabon - 35.16
- 1987: 42e WK lange afstand in Warschau - 37.51
- 1988: 177e WK lange afstand in Auckland - 41.20
- 1990: 38e WK lange afstand in Aix-les-Bains - 35.31
- 1990: 71e WK lange afstand in Antwerpen - 35.32
- 1993: 52e WK in Amorebieta - 34.38
- 1995: 78e WK in Durham - 36.18

1983 Robert de Castella ·
1987 Douglas Wakiihuri ·
1991 Hiromi Taniguchi ·
1993 Mark Plaatjes ·
1995 Martín Fiz ·
1997 Abel Anton ·
1999 Abel Anton ·
2001 Gezahegne Abera ·
2003 Jaouad Gharib ·
2005 Jaouad Gharib ·
2007 Luke Kibet ·
2009 Abel Kirui ·
2011 Abel Kirui ·
2013 Stephen Kiprotich ·
2015 Ghirmay Ghebreslassie ·
2017 Geoffrey Kirui ·
2019 Lelisa Desisa ·
2022 Tamirat Tola ·
2023 Victor Kiplangat
- Biblioteca Nacional de España: XX4737040
- Gemeinsame Normdatei: 1216653232
- World Athletics: 14167234
- Virtual International Authority File: 23127599